# Cycles Lejeune
Lejeune (ou Cycles Lejeune) est un fabricant français de cycles.

## Historique
En 1947, les frères Roger et Marcel et leur sœur Paulette Lejeune, anciens coureurs cyclistes amateurs, s'installent et se lancent dans la fabrication de cycles.
L'entreprise est fondée en 1947 par Roger et son frère jumeau Marcel, âgés de 24 ans. Les Lejeune travaillent en famille (six personnes) dans un local de 55 m2. À cette époque, les concurrents sont nombreux : 368 constructeurs et grossistes, précise Marcel Lejeune au magazine Entreprendre en février 1988. En 1949, la superficie des locaux passe à 967 m2 et douze personnes sont employées. Les agrandissements sont constants. En 1974, la superficie passe à 10 500 m2 et le fabricant emploie 127 personnes.
Dans les années 1980, la profession subit la crise : en 1980, les constructeurs français règnent sur 80 % du marché français avec plus de 2 millions de vélos fabriqués ; six ans plus tard, ils ne fabriquent plus que 1,3 million de vélos et n'assurent plus que 50 % des ventes. Les Lejeune résistent, leur société étant « la première entreprise indépendante du milieu, cela veut dire vivant de ses propres subsides, sans aucune aide quelconque venant de quiconque », ajoute Marcel Lejeune. Ils sont cependant contraints de licencier du personnel et d'accuser des pertes. La production tombe de 192 000 à 106 000 unités en quatre ans. En 1986, les frères Lejeune prennent leur retraite, ayant cédé leur firme à Alain Baumann, ex-directeur des Cycles Peugeot.
Avec le décès de Roger, une époque, celle des petits bouclards, disparaît.
En janvier 1974, les Cycles Lejeune achètent, déménagent et s’installent dans les anciens locaux libres de la Société Suze-Pernod au 39 avenue du Général-Leclerc à Maisons Alfort.
Dans les années 1950-60, les cycles Lejeune rachètent un petit constructeur, dont la marque est appelée « Sauvage ».
Les vélos sont commercialisés sous le nom « Sauvage-Lejeune ».
En 1990, Lejeune doit faire face à un redressement judiciaire et un plan de cession le 15 novembre, le capital social estimé était de 600 000 francs, ce qui a entrainé une fermeture de la société.
Durant l'année 2022, Les cycles Lejeune révèlent leur nouvelle gamme pour 2023.
Au total de 1947 à 1990, environ 3 000 000 vélos Lejeune auront été vendus.

## Historique de l'usine
Située sur une parcelle en bordure de la Marne, les locaux de cette usine sont la propriété des liqueurs Moureaux, fondée en 1795 à Paris, qui s'installe en 1875 à Maisons Alfort avant d'être rachetée par la distillerie Suze.

La société décide en 1933 de moderniser et d'agrandir les locaux qui servent à la fois de distillerie et d'entrepôts. L'usine, rachetée par les Cycles Lejeune en 1974, est désaffectée en 1988.

## Marque Lejeune
La marque est depuis l'année 2021 la propriété de l'homme d'affaires Grégory Trébaol, qui est le fondateur du groupe Rebirth nommé auparavant Easy Bike Group, son siège social se situe au 4 rue de Tarbé, à Paris dans le 17e arrondissement de la ville. L'usine d'assemblage des vélos se situe dans la manche sur le site de Saint Lô en France. Il est le fruit d'une stratégie de relocalisation, voulue par l'entreprise dans l'objectif est de produire des vélos 100% "Made in France" adaptés aux différents utilisateurs.
L'ex-fabricant de cycles Roger Lejeune est décédé à 97 ans. À l'instar de Peugeot ou Motobécane, Lejeune, c'est le vrai vélo français[réf. souhaitée]. Du cycle en acier, pour la compétition, le cyclo-cross, le cyclotourisme, les enfants, etc.